# Frans Herman
Frans Herman (Anzegem, 6 februari 1927 - Zulte, 21 september 1990) was een Belgische atleet, die gespecialiseerd was in de middellange en lange afstand. Hij nam tweemaal deel aan de Olympische Spelen, en veroverde op vijf verschillende onderdelen elf Belgische titels.

## Biografie

### Atletiekloopbaan
Frans Herman was aanvankelijk gespecialiseerd in de middellange afstand. Hij behaalde vijf Belgische titels op de 1500 m. Op deze afstand werd hij elfde op de Europese kampioenschappen in Brussel en halvefinalist op de Olympische Spelen van 1952 in Helsinki. Op 20 juni 1953 liep Frans Herman in Stuttgart de beste wereldjaarprestatie op de  3000 meter met een tijd van 8.06.6. In 1954 werd Frans Herman tijdens de Europese kampioenschappen in Bern zesde op de 5000 m. Op de Olympische Spelen van 1956 in Melbourne gaf hij op in de reeksen van de 3000 m steeple en werd hij veertiende in de finale van de 10.000 m.
Herman was Belgisch recordhouder op de 1000 m, de 10.000 m en de 3000 m steeple.
In het totaal veroverde hij zeventien Belgische titels, waarvan elf individuele.

### Verzorger bij wielerploegen
Na zijn atletiekloopbaan was Frans Herman verzorger van Groene Leeuw en verschillende andere wielrennersploegen. Hoogtepunt was de groep TI-Raleigh, een van de beste ploegen in de wereld. Frans Herman heeft zeventien keer als verzorger de Ronde van Frankrijk meegemaakt, met bekende wielrenners als Benoni Beheyt, Jef Planckaert, Bernard Hinault, Jan Raas en Gerrie Knetemann.
Hij overleed in 1990, nadat hij tijdens een fietstochtje was aangereden door een wagen.

### Clubs
Frans Herman was aangesloten bij ASV Oudenaarde, AC Waregem en AA Gent.

### Familie
Frans Herman is de grootvader van speerwerper Timothy Herman.

## Belgische kampioenschappen
| Onderdeel      | Jaar                        |
| -------------- | --------------------------- |
| 1500 m         | 1950 1951, 1952, 1953, 1954 |
| 5000 m         | 1956                        |
| 10.000 m       | 1954 1955, 1956             |
| 3000 m steeple | 1949                        |
| veldlopen      | 1956                        |

## Persoonlijke records
| Onderdeel      | Prestatie | Datum             | Plaats    |
| -------------- | --------- | ----------------- | --------- |
| 1500 m         | 3.47,2    | 31 augustus 1955  | Göteborg  |
| 1 Eng. mijl    | 4.05,9    | 1 augustus 1952   | Gävle     |
| 5000 m         | 14.17,6   | 17 oktober 1955   | Jena      |
| 10.000 m       | 30.00,4 s | 17 oktober 1956   | Brussel   |
| 3000 m steeple | 9.03,2    | 26 september 1954 | Boekarest |

## Palmares

### 1500 m
- 1950:  BK AC - 3.59,2 s
- 1950: 11e EK in Brussel – 4.05,2
- 1951:  BK AC - 4.02,0 s
- 1952:  BK AC - 3.54,8 s
- 1952: 9e ½ fin. OS in Helsinki – 3.54,04
- 1953:  BK AC - 3.56,4 s
- 1954:  BK AC - 3.52,6 s

### 5000 m
- 1954: 6e EK in Bern 14.31,4
- 1956:  BK AC - 14.30,3 s
- 1957: 4e Interl. België-Ned. te Antwerpen - 15.07,4 s

### 10.000 m
- 1954:  BK AC - 31.12,2 s
- 1955:  BK AC - 31.56,6 s
- 1955:  Interl. Ned.-België te Den Haag - 31.45,0
- 1956:  BK AC - 30.33,8 s
- 1956: 14e OS in Melbourne

### 3000 m steeple
- 1949:  BK AC
- 1956: DNF reeks OS in Melbourne

### veldlopen
- 1956:  BK AC